# .ws
.ws là tên miền quốc gia cấp cao nhất (ccTLD) của Samoa. Nó được điều hành bởi SamoaNIC, cho Bộ Ngoại giao của Chính phủ Samoa. Tên miền toàn cầu quốc tế quảng bá.ws ra toàn thế giới.
Nó được quảng bá — và có một lượng phổ biến — như một sự thay thế cho tên miền cấp cao nhất dùng chung "đông đúc", ở đó việc lựa chọn những tên miền chưa đăng ký bị giới hạn hơn. Trong hoàn cảnh này,.ws được đề nghị để thay cho chữ "web site" hay "world site"; ý muốn ban đầu là viết tắt cho chữ "Western Samoa" (Tây Samoa), tên chính thức của quốc gia khi mã quốc gia 2 ký tự được chuẩn hóa vào thập niên 1970. Không có giới hạn về địa lý nào đối với tên miền.ws.
Các tên miền cấp 2:
3 tên miền đăng ký phổ biến:.WS,.COM.WS và.NET.WS. WS cũng đề nghị 3 tên miền hạn chế:.ORG.WS,.GOV.WS and.EDU.WS.
Một giới hạn của.ws là những tên miền đã đăng ký tồn tại trong tên miền này không thể chuyển đổi được; chúng không thể di chuyển từ một nhà đăng ký này sang nhà đăng ký khác. Việc sử dụng bản ghi DNS wildcard để phục vụ quảng cáo trên tất cả các tên miền.ws chưa đăng ký và mới đăng ký cũng là một vấn đề.